# 高村光太郎賞
高村光太郎賞（たかむらこうたろうしょう）は、詩人・彫刻家の高村光太郎を記念した美術賞。1957年に、高村光太郎全集の印税をもとに設立され、詩部門と造型部門を設けていた。運営は高村光太郎記念会（理事長：高村豊周）によって行われており、1967年の第10回で終了した。

## 経緯
1957年8月10日　最初の高村光太郎賞設定に関する相談会（千代田区神田小川町の筑摩書房会議室で開催）
出席者は伊藤信吉、今泉篤男、尾崎喜八、菊池一雄、北川太一、草野心平、土方定一、本郷新。
9月10日　高村光太郎賞発表会が出版報道関係を対象として行われ、草野心平が授賞規定の説明にあたった。

## 選考委員
本賞設定当初の選考委員は、
- 造型＝今泉篤男、木内克、菊池一雄、高田博厚、谷口吉郎、土方定一、本郷新。
- 詩＝伊藤信吉、尾崎喜八、亀井勝一郎、金子光晴、草野心平。

1958年2月8日に最初の選考委員会を開催した（神田一ツ橋の如水館）。

## 受賞者一覧
1958年
- 造型部門：柳原義達
- 詩部門：会田綱雄　

1959年
- 造型部門：豊福知徳
- 詩部門：山之口貘、故草野天平

1960年
- 造型部門：佐藤忠良
- 詩部門：岡崎清一郎

1961年
- 造型部門：向井良吉、白井晟一
- 詩部門：山本太郎、手塚富雄

1962年
- 造型部門：舟越保武
- 詩部門：田中冬二

1963年
- 造型部門：堀内正和、西大由
- 詩部門：高橋元吉、田村隆一、金井直

1964年
- 造型部門：吾妻兼治郎、水井康雄
- 詩部門：山崎栄治

1965年
- 造型部門：大谷文男、細川宗英、黒川紀章
- 詩部門：中桐雅夫

1966年
- 造型部門：一色邦彦、篠田守男
- 詩部門：生野幸吉

1967年
- 造型部門：建畠覚造、加守田章二
- 詩部門：中村稔、富士川英郎